# Claude Magni
Claude Magni (* 11. September 1950 in Saint-Maixant (Gironde)) ist ein ehemaliger französischer Radrennfahrer.

## Sportliche Laufbahn
Magni war Teilnehmer der Olympischen Sommerspiele 1972 in München. Im Mannschaftszeitfahren wurde er mit Guy Sibille, Henri-Paul Fin und Jean-Claude Meunier auf dem 18. Rang klassiert.
1969 gewann er das Eintagesrennen Tour des Landes vor Alain Bernard. 1970 wurde er Militärmeister im Straßenrennen und in der Einerverfolgung. Er startete in der Internationalen Friedensfahrt und beendete das Etappenrennen als 66. des Endklassements. 1972 war er nochmals am Start und wurde 31. der Gesamtwertung. Die Marokko-Rundfahrt 1971 konnte er für sich entscheiden, wobei er das Einzelzeitfahren gewann. Auch das Zeitfahren der Polen-Rundfahrt gewann er. Dazu kamen Siege im Rennen Bordeaux–Saintes und im Grand Prix de la Tomate. 1972 gewann er eine Etappe in der Tour of Scotland. Er war von 1973 bis 1976 Berufsfahrer, immer in französischen Radsportteams. Sein bedeutendster Sieg bei den Profis war der Erfolg auf der 1. Etappe des Étoile de Bessèges 1976.
Dreimal fuhr er die Tour de France. 1974 wurde er 82., 1975 74. und  1976 schied er aus.